# 降り積もれ孤独な死よ
『降り積もれ孤独な死よ』（ふりつもれこどくなしよ）は、原作：井龍一、漫画：伊藤翔太による日本の漫画作品。『マガジンポケット』（講談社）にて、2021年8月28日より連載中。
過去と現在が交差するヒューマンサスペンス。
2024年7月より、読売テレビ製作・日本テレビ系「日曜ドラマ」枠でテレビドラマが放送された。

## あらすじ
子どもの白骨死体遺棄事件が発生。現場には謎のマークが残されていた。7年後、それが再び現れる。過去と現在をつなぐ事件の真相とは。

## 登場人物
冴木 仁（さえき じん）
山梨県警富字山南警察署の刑事。

灰川 十三（はいかわ じゅうぞう）
被疑者。

蓮水 花音（はすみ かのん）
情報提供者。

瀧本 蒼佑（たきもと そうすけ）
灰川の養子。

神代 タケル（かみしろ タケル）
詐欺の容疑者。

## 書誌情報
- 井龍一（原作）・伊藤翔太（漫画） 『降り積もれ孤独な死よ』 講談社〈イブニングKC〉、既刊9巻（2025年2月21日現在）
  1. 2021年11月22日発売[1][講 1]、ISBN 978-4-06-526342-6
  2. 2022年3月23日発売[講 2]、ISBN 978-4-06-527009-7
  3. 2022年7月22日発売[講 3]、ISBN 978-4-06-528366-0
  4. 2022年10月21日発売[講 4]、ISBN 978-4-06-529744-5
  5. 2023年3月23日発売[講 5]、ISBN 978-4-06-530879-0
  6. 2023年9月22日発売[講 6]、ISBN 978-4-06-532932-0
  7. 2024年6月21日発売[講 7]、ISBN 978-4-06-535124-6
  8. 2024年7月23日発売[講 8]、ISBN 978-4-06-536332-4
  9. 2025年2月21日発売[講 9]、ISBN 978-4-06-538482-4

## テレビドラマ
2024年7月7日から9月8日まで読売テレビ製作・日本テレビ系「日曜ドラマ」枠で放送された。主演は成田凌。

### キャスト

#### 主要人物
冴木仁（さえき じん）〈27→34〉
演 - 成田凌（幼少期：渡邉斗翔）
2017年時点で山梨県警富士山北警察署の刑事。巡査部長。2024年時点では警察を辞め、警備員の仕事をしている。幼いころに母が病死し、その後、父が由香と再婚し弟の蒼佑が生まれた。仁が12歳の時に、母の実家の冴木家の養子になり家族とは疎遠になる。2007年に事故死した父の葬式以来、2017年まで由香と蒼佑には会っていなかった。
幼少期には父親に暴力を振るわれており、刑事となった2017年時点では何らかの形で子供を虐待する父親に対して暴力衝動を抑えられず、連続傷害事件を起こしていた。
灰川邸事件に蒼佑が関係者としていたことで捜査を外れる。
蒼佑が亡くなった後、彼の遺した留守番電話を聞き、自首したことで傷害罪で逮捕された。

蓮水花音（はすみ かのん）〈24→31〉
演 - 吉川愛（幼少期：有香）
灰川家の次女だが、十三とは血縁上の繋がりや戸籍上の繋がりはない。花屋店員。6年前（2011年）まで灰川邸で暮らしていた。灰川の無罪を主張し、冴木とともに事件の真相を追う。幼少期は水商売の母と2人暮らしだったが、育児放棄され食事もまともに摂っておらず、ティッシュペーパーなど食べられそうなものは何でも食べていた。そんな時に十三と出会い、万引きの手ほどきをしてもらって飢えをしのいでいた。その後、灰川邸で十三らと家族のように暮らしていた。2011年に灰川邸から自宅に戻ってほどなくして母親は死去している。

灰川十三（はいかわ じゅうぞう）〈64〉
演 - 小日向文世
灰川邸死体遺棄事件の重要参考人。顔の左側に大きな痣があり、左掌にはリッカのマークがある。2011年まで、事情のある19人の血の繋がらない子どもたちと暮らしていた。2017年に灰川邸の地下室から13人の子どもの白骨遺体が見つかる。その時点では行方不明だったが、直後に身柄を拘束され自分が殺したと自供する。また、その直後に留置場で首を吊った状態で死亡しているのが発見された。戸籍上は子どもがいないが、健流によると血の繋がった実の子どもがいるといい、後に潤であることが分かった。

#### 山梨県警富士山北署刑事第一課
五味明日香（ごみ あすか）
演 - 黒木メイサ
冴木の先輩刑事。警部補。ぶっきらぼうな言動が目立ち、冴木と対立することもあるが彼の良き理解者でもある。2024年時点では係長になっている。

鈴木潤（すずき じゅん）〈24〉
演 - 佐藤大樹（幼少期：黒川晏慈）
新米刑事。巡査。明るく人懐っこい性格の持ち主で、捜査の基本を覚えるために、いつも冴木と行動を共にしている。
その正体は十三の実の息子で、児童養護施設「ウィンズロウ」の前に置き去りにされており、施設で育つ。十三からは誕生日に毎年花を贈られており、灰川邸の住所を調べて訪れるも、彼が子どもたちと親しくする様子を目撃し、彼からも父親ではないと拒絶される。彼が愛していた灰川邸の子どもたちを全員殺すために警察官となり、13人の子どもたちを灰川邸地下に閉じ込めて餓死させ、後に逮捕された十三をも自殺に見かけて殺害する。
花音と蒼佑を拉致監禁して殺そうとするが、冴木によって阻止され、最後は拳銃自殺を図る。

川相総一（かわい そういち）
演 - 野間口徹
冴木の上司。警部。部下の面倒見が良く、冴木の単独行動などに振り回されながらも見守る一面もある。

その他署員（役名）
演 - 古賀勇希（久野和徳）、佐々木陽平（井上千紘）、太田将熙（杉村伸也）、馬場啓介、上田健斗（山下満男）、藤木達人、田邊志乃（板倉今日子）

#### 灰川邸元住人
瀧本蒼佑（たきもと そうすけ）〈22〉
演 - 萩原利久（幼少期：上野翔）
灰川家の四男。冴木の腹違いの弟。灰川邸事件で生き残った子どもの1人。
かつては冴木と父・真和、母・由香の4人で暮らしていたが、真和から虐待を受けていた冴木が冴木家に養子として引き取られたことで7歳のころから自身が真和の虐待を受けることになったため、再会した冴木に対して「俺のことを置いて逃げていった」と激しい憎悪を抱いていた。また父から虐待を受けていたトラウマの反動から突発的に人や物を殴り付ける暴力衝動を抱えるようになり、由香に暴力を振るっていた。
北甲府連続傷害事件の被害者全員が子供に暴力を振るう父親であったことから容疑者として浮上していたが、傷害事件が起きた時間帯にDV加害者プログラムに参加していたことや、冴木が蒼佑と同様に真和から虐待を受けていた過去のトラウマによって生じた暴力衝動から虐待を行っていた父親に対して連続傷害事件を起こしていた（真犯人である）事実を告白したことで蟠りが解けた。
だが、十三の実の息子であった潤に花音とともに拉致監禁され、冴木によって救出されるが、冴木を庇って潤に撃たれたことで死亡する。

沖島マヤ（おきしま マヤ）〈25→32〉
演 - 仲万美（幼少期：岡田六花）
灰川家の長女。灰川邸事件で生き残った子どもの1人。タトゥーアーティストで、全身にタトゥーを入れており、背中にはリッカのマークのタトゥーがある。幼少時に両親が事故死し叔父に引き取られたが、叔父から性的虐待を受けていた。9歳の時に叔父が逮捕され実刑を受けている。
ビルの屋上から転落死した状態で発見される。後に健流の代わりに黄色いカーネーションを贈っていたことに気付いた陽子に出会い、健流を殺したのが自分たちであることを告白するも、彼女にビルの屋上から突き飛ばされて死亡する。

川口悟（かわぐち さとる）〈23→30〉
演 - 松本怜生（幼少期：山谷碧都）
灰川家の三男。甲州大学法科大学院生。灰川邸事件で生き残った子どもの1人。代々、病院を経営しているエリート家系に生まれたが、教育虐待を受けていた。成績が下がると手の甲をコンパスで刺されるなどの身体的虐待も受けていた。

神代健流（かみしろ たける）〈25〉
演 - 杢代和人（幼少期：大城龍永）
灰川家の次男。灰川邸事件で生き残った子どもの1人。2017年時点では行方不明。幼いころに母親が再婚し、再婚相手から虐待されていた。その再婚相手と母の間に生まれた弟がいる。
優磨の次に灰川邸にやって来て、灰川邸で暮らしていた子供たちの中ではお兄ちゃん的存在だったが、十三に本当の息子であった潤の存在を知ったことで十三に反抗的な態度を取るようになる。成長するにつれ、たちのよくない者たちと付き合うようになったことで、十三や他の子どもたちから健流が問題を起こして子供たちを匿っていることがバレる可能性があると思い、十三の意向で灰川邸から追い出されることとなり、花音に「アイツ（十三）には血の繋がった本当の子供がいるのに俺たちを騙していた」と意味深な言葉を告げて灰川邸を去り消息を絶つ。
13年前、十三の誕生日祝いのパーティーの日に灰川邸に戻ってくるが、灰川からも陽子からも拒絶されたことで自暴自棄に陥り、花音の首を絞めるが、マヤに裁ちばさみで背中を刺されて揉み合いになるも、突き飛ばされた衝撃でワインボトルにつまずいて背中から転んだことで裁ちばさみが心臓に届いて死亡する。そして、遺体は十三と優磨によって灰川邸周辺に埋められ、2024年に白骨遺体となって発見された。

東優磨（あずま ゆうま）〈26→33〉
演 - 栗谷（カカロニ）（幼少期：山本海成）
灰川家の長男。運送会社倉庫の元従業員。灰川邸事件で生き残った子どもの1人。母親が新興宗教にハマっており、少しでも教義に背くと指導という名の激しい折檻をされていた。
自宅を訪ねてきた陽子から健流の死の真相を聞かれそうになったことで自宅を飛び出し、彼女に追われるうちに道路に飛び出したことでやってきたトラックに撥ねられ、意識不明の重体となる。

子どもたち
渡辺巧〈当17〉 - 平川丈
小林結愛〈当16〉 - 蟻波りん
中村清志〈当12〉 - 養田有星
堀内蓮〈当12〉 - 小池兜馬
志村のどか〈当12〉 - 石井咲奈
古屋智也〈当11〉 - 平野絢規
望月美緒〈当11〉 - 宮内月煌
保坂萌花〈当10〉 - 中屋心結
清水奈々美〈当8〉 - 江坂祥綾
雨宮栞〈当7〉 - 大野りりあな
長田駿〈当7〉 - 舩附藍丈
佐野依央菜〈当7〉 - 戸簾愛
深沢陸〈当5〉 - 須藤優維
灰川邸の地下室で白骨遺体となって発見された13人の子どもたち。

#### その他
森燈子（もり とうこ）
演 - 山下美月
少女失踪事件を追う『週刊文苑』記者。刑事を辞め、警備員をしている冴木を訪ねてくる。ドラマオリジナルのキャラクター。

月島美来（つきしま みく）〈16〉
演 - 水野響心
燈子が探している失踪したマル横キッズ。高校1年生。手首に灰川邸に残されていたリッカのマークのタトゥーが入っている。
山梨県内に両親と兄の4人で暮らしていたが、高校に入るころからマル横に来るようになる。だが、クレジットカードを仲間たちに盗まれたことでマル横を去る。

瀧本由香（たきもと ゆか）
演 - 仙道敦子
蒼佑の実母。冴木が幼いころに真和と結婚し蒼佑が生まれた。冴木が真和に虐待されていることは知っていたが、蒼佑を守ることに必死で見て見ぬふりをしていた。蒼佑が灰川邸に住んでいたことは、当時蒼佑から連絡があり知っていた。

八木橋陽子（やぎはし ようこ）
演 - 長谷川京子
健流の母。健流が幼いころに再婚し、もう1人息子を産んでいる。健流が再婚相手に虐待されていたが、次男を守るのに必死で健流のことは守れなかった。その相手とは7年前に離婚し、山梨県で1人暮らししている。健流とは彼が19歳の時以来会っていないが、今でも健流から誕生日の8月5日に黄色いカーネーションが届いている。
十三やマヤが黄色いカーネーションを届けていたことや健流を殺したのがマヤたちであることを知り、マヤをビルの屋上から突き落として殺害する。その後、花音に灰川邸で彼女を殺すように呼び出されるが、冴木や涼によって妨害され、後に駆けつけた五味たちによってマヤ殺害の容疑で逮捕される。

瀬川涼（せがわ りょう）〈26→33〉
演 - 笠松将（幼少期：青木凰）
児童養護施設「あかりの郷」で花音と兄妹のように仲が良かった少年。花音の2歳上。2017年の十三が死んだ日に留置所のすぐ真裏の防犯カメラに映っていたり、花音の自宅を訪れていた「顔に傷がある男」の正体。右手にリッカのマークがある。13年前に花音親子が住んでいたアパートで火事を起こし、里佳を殺害するも、爆発に巻き込まれて顔に火傷を負っている。
冴木と花音を襲った際に五味たちに逮捕された。だが、留置所の壁に頭を打ち付けたことで倒れ、病院に搬送されるも隙を見計らって逃走し、オートバイで灰川邸へと向かう。そして、花音を殺そうとした陽子を撃つも、冴木に庇われ、直後に駆けつけた五味たちに逮捕される。

#### ゲスト

##### 第1話
宇垣慎太
演 - 日向丈（第2話）
2017年、灰川邸に注意喚起のチラシを持ってきて異変に気付いた地元警官。その直後、川辺にいた十三を確保する。

緒方
演 - 猪塚健太（第5話）
『週刊文苑』編集者。燈子の上司。

山崎
演 - 伊藤正之（第3話・第6話）
灰川邸事件を担当する山梨県警管理官。

間宮大輝
演 - 中村公隆（第2話・第3話・第7話）
北甲府市連続傷害事件との関連が考えられる、富士木町の傷害事件の被害者。帰宅中に道で覆面の男に突然殴られる男性。

梨紗、陽菜
演 - 木村葉月（第7話）、櫻莉杏（第7話）
渋谷のマルキュー横でたむろしているマル横キッズ。燈子に美来の居場所を知らないか訊ねられる。

ニュースキャスター
演 - 森田絵美（山梨放送）（第7話・第9話）
灰川邸事件をテレビで伝えるキャスター。

##### 第2話
三木
演 - 岩永ひひお（第7話）
マヤが働いているタトゥースタジオの店長。

永野健太
演 - 福澤重文
優磨が働いていた運送会社の本部長。7月12日に欠勤した優磨のもとを訪れていた。

刑事
演 - 斎藤陸
大輝の病室に詰めていた甲州警察署の刑事。

間宮一輝
演 - 佐藤一和
大輝からDVを受けていた息子。

スタッフ
演 - 上川拓郎
優磨が働いていた運送会社の同僚スタッフ。7月12日に東は無断欠勤したと話す。

##### 第3話
タクシー運転手
演 - 酒井敏也（第8話）
花音が転落した現場で顔に傷がある男を見たと証言するタクシー運転手。

真和
演 - 小久保寿人（第7話）
冴木と蒼佑の実父。2人にDVを加えていた。2007年に事故死。

担当者
演 - 板倉武志
冴木に声をかけるDV加害者プログラムのスタッフ。

京谷
演 -
冴木が刑事課に配属された初めての事件で子供の虐待をしていた男性。
虐待で警察に逮捕・連行される際に、息子のジュンイチに「しつけだよな？」と自身に対する擁護を求める発言を繰り返し、出所してすぐにジュンイチへの虐待を再開。その行為が幼少期に父の真和から虐待を受けていた冴木の暴力衝動を目覚めさせ、夜中に1人で出歩いていたところを彼に襲われていた。

ジュンイチ
演 - 加部ひかる
京谷に虐待されていた息子。

刑事
演 - 中込博樹、荒川浩平
京谷が逮捕された現場に来ていた刑事。虐待を防げなかったが逮捕されるだけましだ、と囁きあう。

留置係
演 - 本多摂
自殺した灰川の第一発見者。

##### 第4話
佐藤文吾（さとう ぶんご）
演 - 駿河太郎
創の父。岩竜市蔵土村（いわたつしつちくらむら）の名士。資産家。生まれつき顔に痣のある創を世間体のことを気にしてか恥と考え、人目にさらさないよう屋敷の奥に閉じ込めてろくに世話もしなかった。
創が流れ者の犬山と親しくしていることを不愉快に思い「犬山は人殺しである」というあらぬ噂を流すが、これを苦に犬山が入水自殺したことに逆上した創に数十回メッタ刺しにされ殺害される。

犬山修二（いぬやま しゅうじ）
演 - 吉村界人（最終話）
村に流れついた流れ者の自称・芸術家。創が唯一心を開き、兄と慕っていたが、文吾によって「人を殺した犯罪者である」というあらぬ噂を村中に広められて、追い詰められたのか入水自殺した。
創に「降り積もれ孤独な死よ 灰の雪だけが知る 君がそこにいたことを」という詩を教え、また父の文吾によって創の左手に切り刻まれたバツ（×）印に白い絵の具で線を描き足して「リッカのマーク」に似た六角形の模様に書き換え、「これは蜂の巣、亀の甲羅、トンボの羽、雪の結晶を表すこの世界で一番強い形だ」と語っていた。

佐藤創（さとう はじめ）
演 - 上田琳斗（第1話・最終話）
幼いころの十三。生まれつき顔に痣があり、世間体を気にしてか屋敷の奥に閉じ込められ、ろくに世話もされずに育てられた。ある日、屋敷を飛び出したことで父の文吾に恥をかかされたとして、手にバツ印をつけられる。14歳の時に文吾をめった刺しにして殺している。

西浦
演 - 不破万作
蔵土村住民。佐藤家と犬山の間に起きた出来事を冴木と花音に語る。

巡査
演 - チャンス大城
蔵土村の警察官。

##### 第5話
青年期の灰川十三 / 佐藤創
演 - 上川周作（第6話）
1992年、同じアパートに住む深雪の自転車のパンクを直してあげたことがきっかけで、彼女と交際を始める。翌年息子を儲けるが、深雪は夫との離婚が成立していないため、法律上は夫が父親になることから、自分の子どもとして届けられないので、やむなく出生届を出さずに2人で育てる。子どもは「ジュン」と名付けている。

米田深雪（よねだ みゆき）
演 - 小島藤子（第6話）
青年期の十三と知り合って仲良くなる女性。夫からの暴力に耐えかねて逃げて生活している。1993年6月6日に灰川の子どもである男児（潤）を産んでいる。

宮崎
演 - 川瀬陽太
灰川邸に掛けられていた「我が子を食らうサトゥルヌス」の絵を警察署で鑑定し、最近描かれたものだと話す美術鑑定士。

蓮見里佳
演 - 西原亜希（第1話・第9話）
花音の実母。花音が生まれたてのころ、他に家庭があった花音の父親をいざこざが原因で包丁で刺して殺人未遂で服役していた。
その後、施設に引き取られた花音が7歳の時に刑期を終えて出所。一緒に暮らし始めるも、すぐに育児放棄していた。
花音が18歳の時、涼が起こしたアパートの火事で亡くなっている。

画商
演 - 吉岡睦雄
「我が子を食らうサトゥルヌス」の絵を若い20代くらいの青年（潤）に蚤の市で売ったと証言する。

瀧本太一
演 - 花ヶ前浩一
真和の従兄弟。施設に入所している。真和の父親が暴力的な人物で、恐らく真和を虐待していたことを、訪ねてきた蒼佑に語る。

画商
演 - 寺田浩子

ニュースキャスター
演 - yukishiro
斧を所持した男が警察官を含む3人を襲い、その後逃走したニュースを伝える。

堀内沙織
演 - 中山忍（第9話）
花音と涼が育った児童養護施設「あかりの郷」の職員。

看護師
演 - 佐々木ちあき（第6話）

##### 第6話
長谷川翼
演 - 町田悠宇（第7話 - 最終話）
2024年の富士山北警察署強行班係の刑事。過去の捜査資料を整理するよう頼まれ、五味を捜しに来た。

職員
演 - 門田麻衣子
潤が育った児童養護施設「ウィンズロウ」職員。

米田深雪の夫
演 - 松本享恭
深雪に暴力をふるっている戸籍上の夫。

##### 第7話
店長
演 - 久保山智夏
美来が万引きをしたスーパーの店長。花音が代金を支払い連れて行ったと証言する。

引越し業者
演 - 三島竜太
花音の引っ越しを担当。

アナウンサー
演 - 和泉義治（山梨放送）
マヤが転落死したニュースを伝える。

##### 第8話
店員
演 - 木下あゆ美
居場所のない女の子向けのシェルターを併設する「Mimoza Cafe」の店員。美来が身を寄せていた。

東野梓
演 - 浅川梨奈
燈子の高校時代の同級生。家庭と将来に悩み、自殺した。父子家庭だが父が家に寄りつかず、認知症の祖母の介護を1人でしているヤングケアラー。祖母のせいで夜あまり眠れないため、学校でよく居眠りしている。燈子と仲良くなるが、彼女が自分の家庭も不幸だと嘘をついていたことを知り、その後自殺する。

森燈子の両親
演 - 川口貴弘、髙田郁恵
燈子とも仲が良い、いたって普通の夫婦。

健流の弟
演 - 本多陽登（中学生時）、藤田蒼央（幼少期）
母・陽子の再婚後に生まれた弟。

陽子の夫
演 - 五十嵐勇紀
八木橋陽子が再婚した夫。既に離婚している。

梓の祖母
演 - 田内周子
梓の祖母。父子家庭なのに父親は家に寄り付かず、認知症の祖母を梓がひとりで介護していた。

##### 第9話
大家
演 - 長谷川朝晴
13年前に花音親子が住んでいたアパートの大家。冴木と澄子に火事の際に男（涼）の声が聞こえたことを話す。

店主、スタッフ
演 - 富岡晃一郎、青山美郷
花屋「パピヨン」の店長と店員。冴木と涼に全身にタトゥーが入った女性（マヤ）が赤いカーネーションを買っていったことや陽子が黄色いカーネーションを買っていったと話す。

### スタッフ
- 原作 - 井龍一（原作）・伊藤翔太 （漫画）「降り積もれ孤独な死よ」（講談社「マガジンポケット」連載）[3]
- 脚本 - 橋本夏[3]
- 音楽 - Jun Futamata[3]
- 主題歌 - あいみょん「ざらめ」（unBORDE / Warner Music Japan）[73]
- 演出 - 内藤瑛亮、二宮崇、高杉考宏[74]
- 撮影 - 高橋慶太
- サウンドデザイン - 石井和之
- 特殊メイク - 百武朋
- アクションコーディネーター - 大道寺俊典
- チーフプロデューサー - 岡本浩一（読売テレビ）[3]
- プロデューサー - 中山喬詞（読売テレビ）、清家優輝（ファインエンターテイメント）[3]
- 制作協力 - ファインエンターテイメント[3]
- 制作著作 - 読売テレビ[3]

### 放送日程
| 各話                                                                        | 放送日  | サブタイトル                            | ラテ欄                                              | 演出     | 視聴率 |
| --------------------------------------------------------------------------- | ------- | --------------------------------------- | --------------------------------------------------- | -------- | ------ |
| 第1話                                                                       | 7月07日 | 過去と現在が交錯する2つの事件の真相と謎 | 子供13人の白骨死体と謎のマーク                      | 内藤瑛亮 | 5.2%   |
| 第2話                                                                       | 7月14日 | 謎の容疑者、確保…正体は…驚愕の展開へ…   | 謎の容疑者を確保…真犯人の存在…                      | 内藤瑛亮 | 4.8%   |
| 第3話                                                                       | 7月21日 | 容疑者の謎の死…犯人判明…兄弟が抱えた傷  | 容疑者の死の謎 兄弟の傷ついた過去…驚愕の犯人が判明… | 二宮崇   | 3.6%   |
| 第4話                                                                       | 7月28日 | 真犯人と迫りくる謎の男…父親の壮絶過去…  | 父親の壮絶過去 迫りくる謎の男…!!                    | 二宮崇   | 3.6%   |
| 第5話                                                                       | 8月04日 | 真犯人の正体が…実の子供の正体が…        | 真犯人の正体…実の子供の正体が…                      | 高杉考宏 | 3.6%   |
| 第6話                                                                       | 8月11日 | 真犯人の驚愕過去…父と子に訪れた悲劇…    | 真犯人の狙いと思惑…望まぬ結末…                      | 内藤瑛亮 | 4.4%   |
| 第7話                                                                       | 8月18日 | 新事件で新たな犠牲者…新たな謎の始まり…  | 悲劇的な最期…新たな謎と犠牲者…                      | 内藤瑛亮 | 4.0%   |
| 第8話                                                                       | 8月25日 | 過去と現在を繋ぐ謎…謎めく新犯人の存在…  | 新犯人の存在…隠された秘密と過去                     | 二宮崇   | 4.2%   |
| 第9話                                                                       | 9月01日 | 誰も知らない真実…紐解かれていく謎と秘密 | 謎の男の正体と犯人の正体が遂に…                     | 二宮崇   | 4.1%   |
| 最終話                                                                      | 9月08日 | 降り積もる謎の先に…辿り着いた終幕…      | ついに最終回 辿り着く真相と結末                     | 内藤瑛亮 | 4.3%   |
| 平均視聴率 4.2%（視聴率はビデオリサーチ調べ、関東地区・世帯・リアルタイム） |         |                                         |                                                     |          |        |

### スピンオフドラマ
『それから #10.5』のタイトルで、Huluにて9月8日の最終話放送終了後から配信された。森燈子の取材メモに綴られた、“もう1つの降り積もる謎”をきっかけに物語が展開される。

#### キャスト（スピンオフドラマ）
- 冴木仁 - 成田凌
- 蓮水花音 - 吉川愛
- 川口悟 - 松本怜生
- 東優磨 - 栗谷（カカロニ）
- カップルの女性 - 辻千恵[79]
- マコト（カップルの男性） - 浦井のりひろ（男性ブランコ）
- みずほ - 山中美子葉
- ファミレス店員 - 勝田彩月[80]
- みずほの母 - 野口真緒
- 森燈子 - 山下美月

#### スタッフ（スピンオフドラマ）
- 原作 - 井龍一（原作）・伊藤翔太 （漫画）「降り積もれ孤独な死よ」（講談社「マガジンポケット」連載）
- 脚本 - 橋本夏
- 音楽 - Jun Futamata
- 主題歌 - あいみょん「ざらめ」（unBORDE / Warner Music Japan）
- 演出 - 二宮崇
- 撮影 - 松本真二
- サウンドデザイン - 石井和之
- チーフプロデューサー - 岡本浩一
- プロデューサー - 中山喬詞、清家優輝（ファインエンターテイメント）
- 特別協力 - hulu
- 制作協力 - ファインエンターテイメント
- 制作著作 - 読売テレビ

| 日本テレビ系 日曜ドラマ                                  | 日本テレビ系 日曜ドラマ                                             | 日本テレビ系 日曜ドラマ                                                           |
| 前番組                                                   | 番組名                                                              | 次番組                                                                            |
| -------------------------------------------------------- | ------------------------------------------------------------------- | --------------------------------------------------------------------------------- |
| ACMA:GAME （2024年4月7日 - 6月9日） - 【日本テレビ製作】 | 降り積もれ孤独な死よ （2024年7月7日 - 9月8日） - 【読売テレビ制作】 | 若草物語 -恋する姉妹と恋せぬ私- （2024年10月6日 - 12月15日） - 【日本テレビ製作】 |